# Souls
Souls var ett svenskt rockband som hade en kort men uppmärksammad karriär i mitten av 1990-talet. Bandet bildades 1991 och splittrades 1997. I svensk media uppmärksammades de vid tiden lika mycket för sin musik och för  att de producerades av Nirvanas producent Steve Albini, som för bandets drastiska kommentarer om skivindustrin, sin egen musik och andra musiker.
Souls bestod av Johan Karlsson (bas), Andreas Danielsson (gitarr) och Cecilia Nordlund (sång/gitarr). På trummor samarbetade de med ett antal olika trummisar som Bo Peter, Tony Fideke och Lars-Erik Grimelund. Karlsson, Danielsson och Nordlund träffades när de gick på gymnasiet i Helsingborg; de blev ett tätt sammansvetsat gäng som skrev all musik tillsammans. Efter gymnasiet flyttade de till Göteborg.
Efter att ha deltagit på ett antal samlingsskivor och en egenutgiven kassett med fem spår skrev de kontrakt med La Ment Records i Klippan genom Anders Jönsson och fick den legendariske producenten Steve Albini att producerade deras första album Tjitchischtsiy (Sudêk) (1994). Deras andra fullängdsskiva Bird Fish or Inbetween (1996) producerades delvis av Albini och i övrigt av Nille Perned Skivan togs mycket väl emot av kritikerkåren som genomgående gav den högt betyg. Till singeln Expensive gjordes en musikvideo som producerades av Stina Nordenstam, men resultatet ogillades av bandet och den fick ingen större spridning. Videon till den andra singeln från albumet, "Cello (Where You Where)", spelades dock en del på MTV play. 1996 flyttade Nordlund till Malmö. Genom Anders Jönsson ordnades så att Souls blev förband till brittiska grungebandet Bush på deras USA-turné 1997. Senare samma år upplöstes bandet mitt under turnén.
Cecilia Nordlund och Johan Karlsson har sedan spelat i bandet Monkeystrikes, vars albumdebut You Hate My Beautiful Love släpptes i april 2005. Andreas Danielsson, numera Catjar, producerar idag musik åt Malmöteatern Institutet. Basisten Johan Karlsson producerar även dubstep under sitt alias MKMN99.
Under 2016 har bandet återförenats och i september ska de spela på Throwback Festival i Falköping. I december senare samma år planerar bandet att ge ut sitt debutalbum på vinyl ommixad av Steve Albini.

## Diskografi
Enligt Discogs:
- Tjichischtsiy (Sudêk), (CD-album) 1994
- Expensive, (CD-EP med fyra spår) 1996
- The Girl On My Couch / You Won!!!! (vinylsingel med två spår) 1996
- Bird Fish or Inbetween (CD-album) 1996
- Cello [Bygdegaard Inc.] (CD-EP med fyra spår) 1997
- I Guess (CD-EP med fyra spår) 1997